# Soundtracks (Can)
| Recensione                        | Giudizio    |
| --------------------------------- | ----------- |
| AllMusic                          | [ 1 ]       |
| Progarchives                      | [ 2 ]       |
| Storia della musica               | [ 3 ]       |
| Sputnikmusic                      | 3.5 (Great) |
| Piero Scaruffi                    | [ 5 ]       |
| Persi Music International         | [ 6 ]       |
| Debaser                           | [ 7 ]       |
| 24.000 dischi                     | [ 8 ]       |
| The New Rolling Stone Album Guide | [ 9 ]       |

Soundtracks è un album di raccolta del gruppo di krautrock tedesco The Can, pubblicato nel settembre del 1970.

## Tracce
Tutti i brani composti da The Can.
Lato A
1. Deadlock – 3:25 – Dal film Deadlock di Roland Klick (registrato nell'agosto del 1970)
2. Tango Whiskyman – 4:02 – Dal film Deadlock di Roland Klick (registrato nell'agosto del 1970)
3. Deadlock (Titelmusik) – 1:40 – Dal film Deadlock di Roland Klick (registrato nell'agosto del 1970)
4. Don't Turn the Light On, Leave Me Alone – 3:42 – Dal film Cream di Leonidas Capitanos (registrato nel giugno del 1970)
5. Soul Desert – 3:46 – Dal film Mädchen mit Gewalt di Roger Fritz (registrato nel dicembre del 1969)

Lato B
1. Mother Sky – 14:30 – Dal film Deep End di Jercy Skolimovsky (registrato nel luglio del 1970)
2. She Brings the Rain – 4:04 – Dal film Bottom di Thomas Schamoni (registrato nel novembre del 1969)

## Formazione
- Irmin Schmidt - organo
- Holger Czukay - basso
- Jaki Liebezeit - batteria
- Michael Karoli - chitarra
- Damo Suzuki - voce (brani: Deadlock, Tango Whiskyman, Don't Turn the Light On, Leave Me Alone e Mother Sky)
- Malcolm Mooney - voce (brani: Soul Desert e She Brings the Rain)

Note aggiuntive
- The Can - produttori, arrangiamenti, autori di tutti i brani
- Registrazioni effettuate al Inner Space Studios di Colonia (Germania)
- Albert Leuthenmayr - design album[12]